# 엘바산현

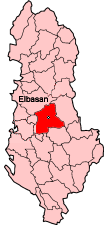
엘바산 현의 위치

엘바산현(알바니아어: Rrethi i Elbasanit)은 알바니아를 구성하는 36개 현 가운데 하나로, 현청 소재지는 엘바산이며 면적은 1,290km2, 인구는 224,000명(2004년 기준)이다. 행정 구역상으로는 엘바산 주에 속한다.